# I miserabili (miniserie televisiva 2000)
I miserabili (Les Misérables) è una miniserie televisiva del 2000 diretta da Josée Dayan e basata sul celeberrimo omonimo romanzo di Victor Hugo.
La miniserie è stata trasmessa in Italia in prima tv su Canale 5 dall'11 settembre 2000, e replicata più volte da Rete 4 riscuotendo sempre un buon riscontro di pubblico e di critica.
In Francia è stata acclamata dalla critica cinematografica ed è tuttora considerata come uno dei migliori adattamenti cinematografici francesi di sempre, soprattutto nel suo paese d'origine, appunto.
Al contrario, la versione inglese di 3 ore è stata molto criticata come "scadente" e persino derisa per la cattiva recitazione: infatti, la regista e gli autori avevano deciso di filmare scene sia in francese che in inglese, ensemble che per diverse testate giornalistiche ha faticato a fornire interpretazioni «capaci di rendere onore ai grandi attori presenti nella serie».

## Produzione

### Riprese
Le riprese della serie, svolte dal dicembre 1999 al febbraio 2000, sono state ambientate nelle seguenti location:
- Pont-l'Évêque, nel Calvados (per le prime scene di detenzione di Jean, che nella storia vengono fintamente ambientate a Tolone);
- Glos-sur-Risle (per le scene ambientate nella vecchia filanda);
- Castello di La Chapelle-Gauthier, nel Senna e Marna (per le scene del municipio, de pomposo ufficio del sindaco e del corteo nuziale);
- Castello di Vaux-le-Vicomte;
- Chiesa di San-Maclovio, nella Senna Marittima (per le scene nella storia ambientate in tribunale);
- Praga, in Repubblica Ceca (per la scena del matrimonio e quelle delle fogne).

## Trama

### Episodio 1
Parigi, 1815. Jean Valjean sta scontando una pena detentiva al bagno penale di Tolone per aver rubato del pane. È tenuto sotto sorveglianza dal rigido ispettore Javert, il quale è convinto che sia impossibile per un forzato redimersi. Scontata la pena, Valjean viene rilasciato con un passaporto che lo qualificherà per sempre come ex forzato, quindi reietto della società. Non avendo un posto dove andare, Jean si imbatte in un ospizio retto dal caritatevole monsignor Myriel, vescovo di Digne, il quale lo ospita in casa sua. Nella notte, Jean, non riuscendo a trattenersi vedendo tutta la ricchezza che l'uomo (proprio perché di Chiesa) possiede, lo deruba ma viene subito arrestato e ricondotto innanzi al vescovo, che però lo fa rilasciare, dichiarando alla polizia di aver regalato lui stesso i suoi beni. Rimasti soli, monsignor Myriel dona a Valjean i suoi due candelieri d'argento, con l'augurio che possano essere per lui una luce nelle avversità che avrebbe incontrato una volta ripreso il suo cammino. Ripresa la strada verso Montreuil, incontra un piccolo spazzacamino e lo deruba senza scrupoli ma, dopo la malefatta, ricorda le parole di Myriel e se ne pente profondamente, cercando di riparare al danno, ma è ormai tardi. Javert riceve la denuncia dello spazzacamino e si mette sulle tracce di Jean Valjean.
Alcuni anni dopo, Valjean è diventato l'amato sindaco di Montreuil sotto le mentite spoglie del signor Madeleine e si è arricchito onestamente grazie al duro lavoro. Gestisce anche una filanda dove trova lavoro Fantine, una coraggiosa ragazza-madre che ha affidato le cure della sua piccola Cosette alla famiglia Thénardier, apparentemente distinti gestori di una locanda, ma in realtà truffatori e malfattori che sfruttano la piccola come serva. Quando l'amministratrice della filanda scopre che Fantine è una madre nubile la licenzia, dicendole che quello era il volere del signor Madeleine ed è costretta a prostituirsi per corrispondere alle usurarie richieste di danaro da parte di Thénardier.
- Ascolti Francia: telespettatori 10 403 750 – share 44,3%[2]

### Episodio 2
Le ricchezze di Madeleine insospettiscono la polizia, che invia proprio Javert a investigare: l'ispettore sospetta subito dell'identità del sindaco, ma attende la prova per essere certo che si tratti del vecchio Valjean, escogitando un astuto trabocchetto. Di fatto, Javert informa Madeleine che un certo Jean Mathieu, un uomo innocente, è stato identificato come Jean Valjean e rischia la condanna a vita. Il vero Valjean, dopo una notte insonne, decide di presentarsi in tribunale e confessare. Ma prima di farsi arrestare, Jean scopre la sventura di Fantine: la ragazza è gravemente affetta da una malattia imprecisata (o scabbia o tubercolosi) che in poco tempo la porterà alla morte. L'uomo le giura di andar a prendere Cosette, perché possa vederla prima di spirare.
Javert dice a Fantine la verità su Madeleine e la donna muore dal dolore, convinta che Valjean non manterrà la promessa di recuperare Cosette. Indispettito dal cinismo di Javert, Jean scappa e va dai Thénardier, dove si rende conto delle pessime condizioni in cui la piccola è costretta a vivere. Compresa l'avidità dei locandieri, Valjean compra Cosette per un'ingente somma di danaro e scappa con lei, mentre Javert arresta i Thénardier con l'accusa di aver venduto la piccola a Valjean. Per sfuggire all'ispettore, Valjean trova asilo presso un convento di clausura, retto da madre Innocenza, grazie all'aiuto di Fauchelevent, un ex cantoniere che era riuscito a trovare ivi lavoro come giardiniere, proprio grazie alle referenze del sindaco Madeleine. Cosette cresce nel convento e diventa una giovane donna erudita e piena d'amore verso il padre, mentre Javert continua a seguire le tracce dell'ex forzato, che comunque trova in madre Innocenza un'insospettata complice. Jean e Cosette lasciano il convento e si stabiliscono a Parigi e qui incontrano il giovane Marius Pontmercy durante una passeggiata ai Giardini del Lussemburgo. Il giovane, un barone di idee rivoluzionarie, è studente in legge e vive in miseria a causa dei dissidi col nonno conservatore. Vedendo Cosette, se ne innamora. Jean, che a sua volta è ormai innamorato di Cosette, decide di non farla uscire, comperando una villa con un grande giardino, nel quale la ragazza e Marius si incontrano di nascosto.
- Ascolti Francia: telespettatori 10 509 190 – share 45,6%

### Episodio 3
Sulle tracce di Valjean si mettono sia Thénardier, scarcerato e ridotto sul lastrico, e lo stesso Javert, che ha però l'ordine di indagare sulle associazioni studentesche rivoluzionarie, di cui lo stesso Marius fa parte. I Thénardier conoscono accidentalmente Marius. Il giovane scopre che Thénardier vuole tendere una trappola ai danni di Valjean, ora noto a Parigi come il facoltoso benefattore Fauvre, e chiama Javert per salvarlo. Tuttavia, nel collaborare alla cattura di Thénardier, scopre che l'uomo è colui il quale, durante la guerra, aveva salvato suo padre sul campo di battaglia e ha dei rimorsi. Thénardier e i suoi complici vengono arrestati ma riescono a evadere, grazie a Éponine e al piccolo Gavroche.
Scoperto che Javert è sulle sue tracce, Valjean decide di trasferirsi in Inghilterra, ma Cosette, all'idea di non vedere più Marius, ha un malore. L'uomo scopre che sua figlia è innamorata e va su tutte le furie, decidendo di andare a trovare Marius. Il ragazzo, ingannato da Éponine, crede che Cosette sia partita e si arruola tra i rivoltosi che hanno iniziato a scatenare i primi tumulti. Agli scontri finisce per prendere parte anche Valjean, alla ricerca del giovane barone, e durante la battaglia con l'esercito francese muoiono Gavroche, Éponine e Fauchelevent, che stava cercando Jean per unirsi a lui.
- Ascolti Francia: telespettatori 9 717 040 – share 41,2%

### Episodio 4
Durante gli incidenti, Javert viene arrestato dai rivoltosi e condannato a morte, ma Jean gli salva la vita, gesto che inizia ad incrinare le certezze dell'ispettore sulla vera natura dell'ex forzato. A causa di una cannonata, Marius resta gravemente ferito e perde i sensi. Jean decide di portarlo via attraverso le fogne, dove incontra ancora una volta Thénardier; costui, credendo che Valjean abbia ucciso Marius per rapinarlo, gli offre una mano in cambio del denaro trovato addosso al ragazzo. Fuori dalle fogne, Javert arresta finalmente Valjean; tuttavia l'ispettore si lascia convincere dal ricercato ad accompagnarlo alla casa del nonno di Marius, dove lasciare il giovane alle cure della sua famiglia.
Colpito dal grande valore di Valjean, Javert accetta persino di accompagnarlo a dare l'ultimo saluto a Cosette ma, una volta tornato fuori dalla sua villa, Jean scopre che Javert gli ha donato la libertà. L'ispettore invia una lettera al prefetto di polizia e poi si suicida, forse perché consapevole di aver sbagliato nel credere all'infallibilità della legge. Marius e Cosette si sposano, ma il vecchio Valjean non riesce a gioirne e decide di farsi da parte. Confessa la sua storia a Marius, poiché avverte il bisogno di liberarsi dal fardello del suo segreto, che ormai conosce solo lui. Marius però reagisce in malo modo e, compreso l'ambiguo amore che lega Jean a Cosette, decide di escluderlo dalla vita della neo sposa. Invecchiato, abbandonato a se stesso e derubato dal suo maggiordomo, Valjean si lascia lentamente morire, nonostante le cure del nonno di Marius, che prova per lui grande compassione.
Una notte, Thénardier si spaccia per un ex ambasciatore e cerca di carpire denaro a Marius raccontandogli di come Valjean avesse ucciso un uomo nelle fogne di Parigi. Il barone comprende finalmente che a salvargli la vita era stato Valjean e, dopo aver licenziato Thénardier, corre da Cosette a confessarle che suo padre non è mai andato via dalla loro villa ed ora è in fin di vita.
I due arrivando giusto in tempo per essere benedetti dal morente Jean, che gioisce, se non altro, per aver potuto vedere un'ultima volta la sua piccolina (come l'ha sempre chiamata lui).
- Ascolti Francia: ha attirato 10.245.140 – share 43,8%

## Personaggi e interpreti
- Gérard Depardieu: Jean Valjean
- Christian Clavier: Thénardier
- John Malkovich: Javert
- Virginie Ledoyen: Cosette
- Léopoldine Serre: Cosette da piccola
- Sophie Milleron: Azelma Thénardier
- Enrico Lo Verso: Marius Pontmercy
- Charlotte Gainsbourg: Fantine
- Asia Argento: Éponine Thénardier
- Julia Portoghese: Éponine da piccola
- Veronica Ferres: madame Thénardier
- Jeanne Moreau: madre Innocente
- Giovanna Mezzogiorno: suor Semplice
- Vadim Glowna: Fauchelevent
- Steffen Wink: Enjolras
- Jérôme Hardelay: Gavroche
- Michel Duchaussoy: Gillenormand
- Otto Sander: vescovo Myriel
- Christopher Thompson: Courfeyrac
- Franck Tordjman: Prouvaire
- Jérome Rebbot: Bahorel
- David Podracky: Grantaire
- François Hadji-Lazaro: Toussaint
- Maxime Leroux: Champmathieu
- François Négret: Claquesous
- Dominique Besnehard: Gueulemer
- Yves Penay: Babet
- Stephan Midaven: Montparnasse
- Patrick Bordier: Brujon
- Artus de Penguern: Chabouillet
- Dominique Zardi: Cochepaille
- Patrick Lambert: Chenildieu
- Vincent Schmitt: Bamatabois
- Enguerran Demeulenaere: Petit Gervais
- Babsie Steger: amica di Fantine

## Distribuzione
In Francia la miniserie TV è stata trasmessa in prima visione mondiale a partire dal 4 settembre al 25 settembre 2000.

## Accoglienza

### Ascolti
In Francia, la miniserie è stata un vero successo di telespettatori (circa 40 milioni in totale, quasi 2/3 della popolazione completa dello Stato) sul principale canale francese TF1, quando essa è stata trasmessa in prima visione assoluta (come evidente nei valori già illustrati in seguito alla trama di ogni episodio).